# Ceralocyna fulvipes
Ceralocyna fulvipes là một loài bọ cánh cứng trong họ Cerambycidae.